# Genera morborum
Genera morborum (с лат. — «Роды болезней») — работа шведского натуралиста Карла Линнея (1707—1778), представляющая собой руководство по распознаванию болезней по их внешнему проявлению; написана на латинском языке. Наиболее важная из работ Линнея на медицинские темы.
Впервые была опубликована в 1759 году как докторская диссертация ученика Линнея, некоего Юханнеса Шрёдера (1727—1764), затем — в 1763 году в 6-м томе Amoenitates academicae (собрания диссертаций, написанных Линнеем для своих студентов и отчасти самими студентами), затем — в 1789 году во втором издании этого 10-томника.
Работа была написана Линнеем как одно из учебных руководств — наряду с Materia medica («Лекарственные вещества», 1749) и вышедшей позже Clavis medicinae duplex («Двойной ключ к медицине», 1766) — в связи с его преподавательской деятельностью в Уппсальском университете: здесь он читал три медицинских курса — «Учение о лекарственных веществах» (лат. Materia medica), «Учение о признаках болезней» (Semiotica) и «Учение о питании» (Diaeta naturalis).
Те методологические приёмы классификации, которые Линней ранее применял по отношению к растениям, животным и минералам, в этой работе были применены им в отношении болезней. В разработанной им «Системе болезней» (лат. Systema morborum) классы болезней делились на отряды, те — на роды, последние — на виды болезней. При этом Линней придерживался мнения, что «знание действительных причин болезней очень трудно», поэтому они «должны быть узнаваемы по своим проявлениям» (в современной терминологии — по симптомам). Таким образом, болезни классифицировались Линнеем опосредованно — по их симптомам. Основана эта классификация была на работе 1731 года Nouvelles Classes de Maladies, qui dans un Ordre semblable à celui des Botanistes, comprennent les Genres & les Especes de toutes les Maladies, avec leurs Signes & leurs Indications французского медика и натуралиста Франсуа Буассье де Соважа де Лакруа (1706—1767). Сведения, изложенные Соважем, Линнеем были переработаны и расширены.
В системе болезней Линнея было установлено 11 классов болезней.

## Комментарии
1. ↑  В одних источниках второе слово в названии этой работы пишется со строчной буквы[1][2], в других — с заглавной: Genera Morborum[3][4].